# Huset nr 17
Huset nr 17 är en svensk dramafilm från 1949 i regi av Gösta Stevens.

## Om filmen
Filmen premiärvisades 26 december 1949. Inspelningen skedde med ateljéfilmning i Europa Film studio Sundbyberg av Karl-Erik Alberts. Som förlaga har man Joseph Jefferson Farjeons pjäs Number Seventeen som uruppfördes på New Theatre i London 1925. Alfred Hitchcock använde samma förlaga vid inspelningen av Number Seventeen med den svenska titeln Nummer 17 1932.

## Roller i urval
- Edvard Persson - Calle Svensson, sjöman
- George Fant - Bertil Frick
- Mimi Nelson - Rose
- Ulf Johanson - Henry
- Åke Fridell - Brandt
- Else Marie Brandt - Vera Lindberg
- Björn Berglund - Lindberg, Veras far
- Sture Ericson - Schmidt
- Stig Roland - Svärd
- Arne Lindblad - sjöbefäl
- Toivo Pawlo - gäst på ölcafé
- Ivar Wahlgren
- Kaj Nohrborg
- Tore Turdén

## Musik i filmen
- Sjömansballad, kompositör Knut Edgardt, text Arne Pärson
- Sjömansvals, kompositör Knut Edgardt, text Arne Pärson